# Willy Borngässer
Willy Borngässer (* 19. Juni 1905 in Mörstadt; † 21. Oktober 1965 in Wiesbaden) war ein deutscher evangelischer Pfarrer und Kommunalpolitiker.

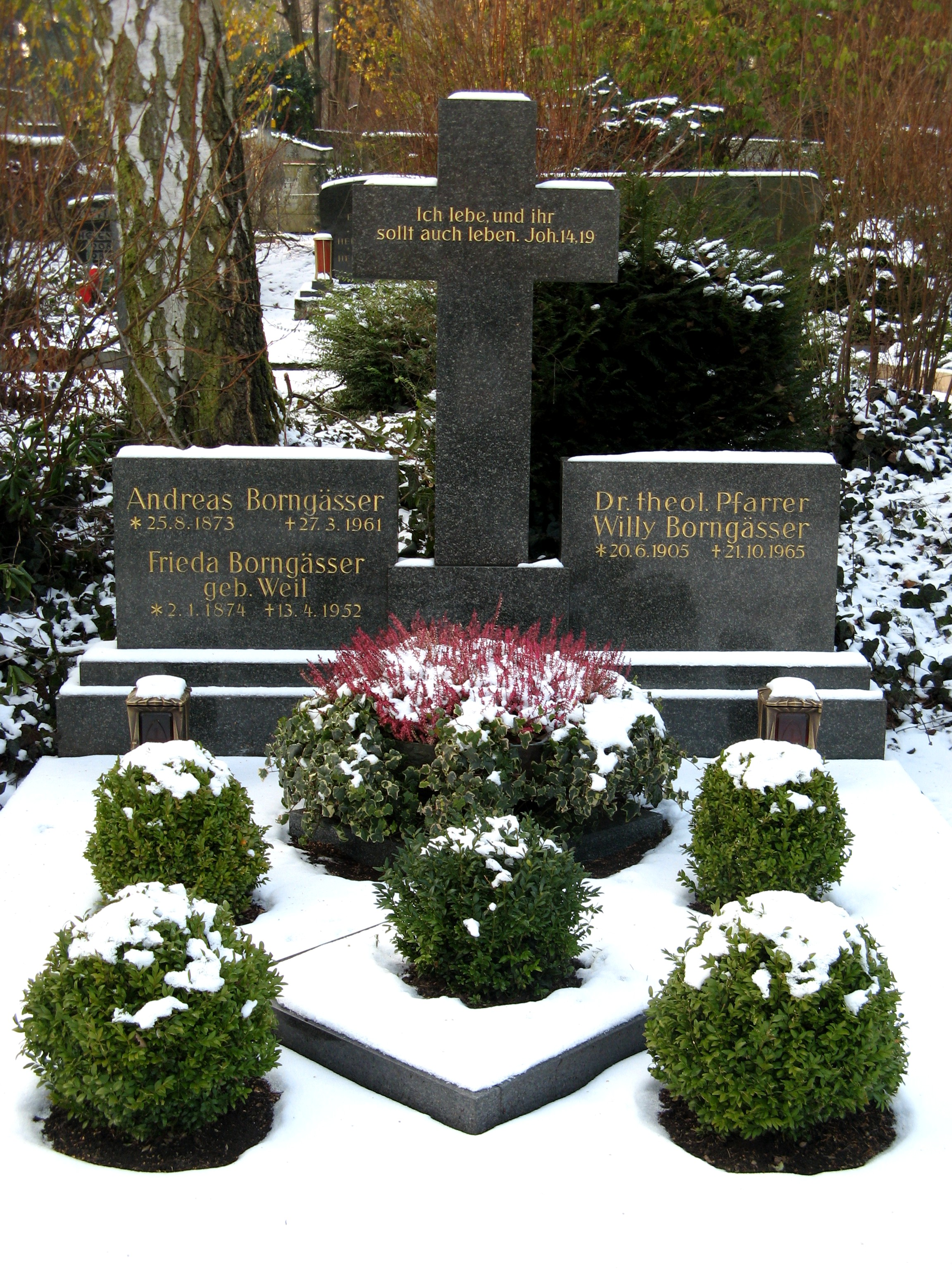
Das Grab Willy Borngässers auf dem Nordfriedhof in Wiesbaden

## Leben
Borngässer wurde als Sohn eines Lehrers geboren und besuchte das Humanistische Gymnasium in Worms. Er studierte Evangelische Theologie in Gießen und Berlin. Während seines Studiums wurde er 1925 Mitglied der Burschenschaft im ADB und späteren Turnerschaft Arminia Gießen und 1927 der Burschenschaft Saxonia Berlin. 1929 legte an der Universität Gießen sein erstes theologisches Examen ab, ging ans Predigerseminar Friedberg und wurde 1930 in Offenbach am Main ordiniert. 1932 wurde er Pfarrer in Groß-Gerau und engagierte sich dort in der Glaubensbewegung Deutsche Christen. 1934 holte Ernst Ludwig Dietrich, der von den Deutschen Christen eingesetzte Landesbischof der Evangelischen Landeskirche Nassau-Hessen, ihn als Pfarrer an die Wiesbadener Bergkirche. Von 1935 bis zu seinem Tod war Borngässer Pfarrer der Marktkirche in Wiesbaden. Zudem war er als Gefängnisgeistlicher tätig.
Borngässer war zunächst ein Anhänger des Nationalsozialismus und ein Gegner der Bekennenden Kirche. Erst ab 1936 setzte eine zunehmende Distanzierung ein, die sich auch in der 1937 in Heidelberg vorgelegten theologischen Dissertation Vertragen sich der Totalitätsanspruch des Staates und der Totalitätsanspruch der Kirche? spiegelt. 1938 wurde er Dr. theol. Wegen seiner politischen Äußerungen wurde er zweimal verhaftet und 1944 vom Volksgerichtshof wegen Wehrkraftzersetzung zu sechs Jahren Haft verurteilt.
Nach der Befreiung aus dem Zuchthaus Butzbach wirkte er von 1946 bis 1948 als Stadtverordneter der CDU am Wiederaufbau der politischen Institutionen mit. Drei Jahre nach seinem Tod beschloss der Magistrat der Stadt Wiesbaden, Borngässer mit der Benennung einer Straße im Stadtteil Klarenthal zu ehren.
Seine letzte Ruhestätte fand er auf dem Nordfriedhof in Wiesbaden.

## Schriften
- Vertragen sich der Totalitätsanspruch des Staates und der Totalitätsanspruch der Kirche? Wiesbaden, 1938
- Festschrift zur Erinnerung an die Einweihung der Marktkirche vor 100 Jahren. Wiesbaden, 1962
- Blick hinter Gitter. Hamburg, 1965